# Plaque de l'Altiplano
Pour les articles homonymes, voir Altiplano (homonymie).
La plaque de l'Altiplano est une microplaque tectonique de la lithosphère de la planète Terre. Sa superficie est de 0,0205 stéradians. Elle est généralement associée à la plaque sud-américaine et n'est constituée que de lithosphère continentale.
Elle se situe dans le centre-ouest de l'Amérique du Sud. Elle couvre le sud du Pérou, le nord du Chili et les Andes boliviennes dont l'Altiplano.
La plaque de l'Altiplano est en contact avec les plaques de Nazca et sud-américaine.
Ses frontières avec les autres plaques sont notamment formées de la fosse du Pérou et Chili sur la côte pacifique.
Le déplacement de la plaque de l'Altiplano se fait vers le nord-ouest à une vitesse de rotation de 0,916° par million d'années selon un pôle eulérien situé à 33° 64' de latitude nord et 81° 18' de longitude ouest (référentiel : plaque pacifique).

## Sources
- (en) Peter Bird, An updated digital model of plate boundaries, vol. 4, Geochemistry Geophysics Geosystems, 14 mars 2003 (DOI 10.1029/2001GC000252, Bibcode 2003GGG.....4.1027B, lire en ligne)